# Frassinello Monferrato
Frassinello Monferrato – miejscowość i gmina we Włoszech, w regionie Piemont, w prowincji Alessandria.
Według danych na styczeń 2010 gminę zamieszkiwało 559 osób przy gęstości zaludnienia 65,6 os./1 km².